# FA Cup 2005/06
Der FA Cup 2005/06 war die 125. Austragung des weltweit ältesten Fußballpokalturniers; The Football Association Challenge Cup, oder kurz FA Cup. Diese Pokalsaison startete mit 674 Vereinen. Das Finale sollte im neuerbauten Wembley-Stadion in London ausgetragen werden. Durch Verzögerungen beim Bau fand das Endspiel ein weiteres Mal im Millennium Stadium in Cardiff, Wales statt. Die beiden Halbfinalspiele wurden auf neutralem Platz ausgespielt.
Der Pokalwettbewerb begann mit der Extra Vorrunde am 20. August 2005 und endete mit dem Finale am 13. Mai 2006. Der Sieger dieser Austragung wurde der FC Liverpool.

## Kalender
| Runde                              | Datum              | Spiele | Vereine   | Neueinstiege   | Prämien    | Spieler der Runde                  |
| ---------------------------------- | ------------------ | ------ | --------- | -------------- | ---------- | ---------------------------------- |
| Extra Vorrunde                     | 20. August 2005    | 86     | 674 → 588 | keine          | £500       | keiner                             |
| Vorrunde                           | 27. August 2005    | 182    | 588 → 406 | 278: 225.–502. | £1.000     | keiner                             |
| Erste Qualifikationsrunde          | 10. September 2005 | 124    | 406 → 282 | 66: 159.–224.  | £2.250     | Jamie Laidlaw (Gosport Borough)    |
| Zweite Qualifikationsrunde         | 24. September 2005 | 84     | 282 → 198 | 44: 115.–158.  | £3.750     | Paul Brayson (Northwich Victoria)  |
| Dritte Qualifikationsrunde         | 8. Oktober 2005    | 42     | 198 → 156 | keine          | £5.000     | Alex Rodman (FC Leamington)        |
| Vierte Qualifikationsrunde         | 22. Oktober 2005   | 32     | 156 → 124 | 22: 93.–114.   | £10.000    | Stuart Tuck (Eastbourne Borough)   |
| Erste Hauptrunde                   | 5. November 2005   | 40     | 124 → 84  | 48: 45.–92.    | £16.000    | Paul Brayson (Northwich Victoria)  |
| Zweite Hauptrunde                  | 3. Dezember 2005   | 20     | 84 → 64   | keine          | £24.000    | David Mulligan (Doncaster Rovers)  |
| Dritte Hauptrunde                  | 7. Januar 2006     | 32     | 64 → 32   | 44: 1.–44.     | £40.000    | Gez Murphy (Nuneaton Borough)      |
| Vierte Hauptrunde                  | 28. Januar 2006    | 16     | 32 → 16   | keine          | £60.000    | Ricardo Gardner (Bolton Wanderers) |
| Fünfte Hauptrunde                  | 18. Februar 2006   | 8      | 16 → 8    | keine          | £120.000   | Jamie Carragher (FC Liverpool)     |
| Sechste Hauptrunde (Viertelfinale) | 22. März 2006      | 4      | 8 → 4     | keine          | £300.000   | Steven Gerrard (FC Liverpool)      |
| Halbfinale                         | 22. April 2006     | 2      | 4 → 2     | keine          | £900.000   | Luis García (FC Liverpool)         |
| Finale                             | 13. Mai 2006       | 1      | 2 → 1     | keine          | £1.000.000 | keiner                             |

## Modus
Kompletter Überblick bei: FA Cup
Der FA Cup wird in Runden ausgespielt. Teilnehmen kann jede Mannschaft, die ein bestimmtes Leistungsniveau hat und ein angemessenes Spielfeld besitzt. Gespielt wird i. d. R. nur mit einem Hinspiel. Bei unentschieden findet ein Rückspiel statt. Endet das Rückspiel ebenfalls unentschieden geht das Spiel in Verlängerung bzw. Elfmeterschießen. Dieser Modus geht bis zur sechsten Hauptrunde. Ab dem Halbfinale gibt es nur ein Spiel ggf. mit Verlängerung und Elfmeterschießen.
Einige Mannschaften sind von bestimmten Runden freigestellt:
- In der zweiten Qualifikationsrunde kommen die Mannschaften der Conference North/South (6. Spielklasse des englischen Ligabetriebes) hinzu.
- In der vierten Qualifikationsrunde kommen die Mannschaften der Conference National (5. Spielklasse des englischen Ligabetriebes) hinzu.
- In der ersten Hauptrunde kommen die Mannschaften der League 1 und 2 der Football League (3. und 4. Spielklasse des englischen Ligabetriebes) hinzu.
- In der dritten Hauptrunde am ersten Januarwochenende kommen die Mannschaften des Football League Championship (2. Spielklasse des englischen Ligabetriebes) und der Premier League (1. Spielklasse des englischen Ligabetriebes) hinzu

Jeder Sieger erhält eine Prämie aus den Fernsehgeldern, die nach Runde gestaffelt ist.

## Hauptrunde

### Erste Hauptrunde
In der ersten Hauptrunde treten die jeweils 24 Mannschaften der Football League One bzw. Two in den Wettbewerb ein.
Die Spiele wurden am 5. November 2005 ausgetragen. Die Wiederholungsspiele fanden in der Woche des 14. November 2005 statt.
|                     | Ergebnis |                      | Zuschauer |
| ------------------- | -------- | -------------------- | --------- |
| Nottingham Forest   | 1:1      | FC Weymouth          | 10.305    |
| FC Southport        | 1:1      | FC Woking            | 1.417     |
| Bristol City        | 0:2      | Notts County         | 4.221     |
| FC Burnham          | 1:3      | Aldershot Town       | 1.623     |
| AFC Rochdale        | 0:1      | FC Brentford         | 2.928     |
| Eastbourne Borough  | 1:1      | Oxford United        | 3.770     |
| FC Merthyr Town     | 1:2      | FC Walsall           | 3.046     |
| Hartlepool United   | 2:1      | Dagenham & Redbridge | 3.655     |
| Bradford City       | 2:1      | Tranmere Rovers      | 6.116     |
| FC Barnet           | 0:1      | Southend United      | 3.545     |
| Peterborough United | 0:0      | Burton Albion        | 3.857     |
| Cheltenham Town     | 1:0      | Carlisle United      | 2.405     |
| FC Histon           | 4:0      | Hednesford Town      | 1.080     |
| York City           | 0:3      | Grays Athletic       | 3.586     |
| Swindon Town        | 2:2      | Boston United        | 3.814     |
| FC Chasetown        | 1:1      | Oldham Athletic      | 1.997     |
| AFC Bournemouth     | 1:2      | FC Tamworth          | 4.559     |
| Chester City        | 2:1      | Folkestone Invicta   | 2.503     |
| Kettering Town      | 1:3      | Stevenage Borough    | 4.548     |
| Nuneaton Borough    | 2:0      | FC Ramsgate          | 2.153     |
| Huddersfield Town   | 4:1      | Welling United       | 5.578     |
| Cambridge City      | 0:1      | Hereford United      | 1.116     |
| Port Vale           | 2:1      | FC Wrexham           | 5.046     |
| Halifax Town        | 1:1      | Rushden & Diamonds   | 2.303     |
| FC Barnsley         | 1:0      | FC Darlington        | 6.059     |
| Torquay United      | 1:1      | Harrogate Town       | 2.079     |
| Doncaster Rovers    | 4:1      | FC Blackpool         | 4.332     |
| Shrewsbury Town     | 4:1      | Braintree Town       | 2.969     |
| FC Bury             | 2:2      | Scunthorpe United    | 2.940     |
| FC Morecambe        | 1:3      | Northwich Victoria   | 2.166     |
| FC Burscough        | 3:2      | FC Gillingham        | 1.927     |
| Stockport County    | 2:0      | Swansea City         | 2.978     |
| Macclesfield Town   | 1:1      | Yeovil Town          | 1.943     |
| Chippenham Town     | 1:1      | Worcester City       | -         |
| Wycombe Wanderers   | 1:3      | Northampton Town     | 3.974     |
| Grimsby Town        | 1:2      | Bristol Rovers       | 2.680     |
| Rotherham United    | 3:4      | Mansfield Town       | 4.089     |
| Colchester United   | 9:1      | FC Leamington        | 3.513     |
| Lincoln City        | 1:1      | Milton Keynes Dons   | 3.508     |
| Leyton Orient       | 0:0      | FC Chesterfield      | 3.554     |

Wiederholungsspiel
|                    | Ergebnis        |                     | Zuschauer |
| ------------------ | --------------- | ------------------- | --------- |
| FC Weymouth        | 0:2             | Nottingham Forest   | 6.500     |
| FC Woking          | 1:0 n. V.       | FC Southport        | 2.298     |
| Oxford United      | 3:0             | Eastbourne Borough  | 4.396     |
| Burton Albion      | 1:0             | Peterborough United | 2.511     |
| Boston United      | 4:1             | Swindon Town        | 2.467     |
| Oldham Athletic    | 4:0             | FC Chasetown        | 7.235     |
| Rushden & Diamonds | 0:0 (5:4 i. E.) | Halifax Town        | 2.133     |
| Harrogate Town     | 0:0 (5:6 i. E.) | Torquay United      | 3.317     |
| Scunthorpe United  | 1:0 n. V.       | FC Bury             | 4.006     |
| Yeovil Town        | 4:0             | Macclesfield Town   | 4.456     |
| Worcester City     | 1:0             | Chippenham Town     | 4.006     |
| Milton Keynes Dons | 2:1             | Lincoln City        | 4.029     |
| FC Chesterfield    | 1:2             | Leyton Orient       | 4.895     |

### Zweite Hauptrunde
Die Spiele wurden am 3. und 4. Dezember 2005 ausgetragen. Die Wiederholungsspiele fanden am 13. Dezember 2005 statt.
|                    | Ergebnis |                    | Zuschauer |
| ------------------ | -------- | ------------------ | --------- |
| FC Walsall         | 2:0      | Yeovil Town        | 4.580     |
| FC Woking          | 0:0      | Northwich Victoria | 2.462     |
| Burton Albion      | 4:1      | FC Burscough       | 4.499     |
| Aldershot Town     | 0:1      | Scunthorpe United  | 3.584     |
| Shrewsbury Town    | 1:2      | Colchester United  | 3.695     |
| Hartlepool United  | 1:2      | FC Tamworth        | 3.786     |
| Cheltenham Town    | 1:1      | Oxford United      | 4.592     |
| Mansfield Town     | 3:0      | Grays Athletic     | 2.992     |
| Hereford United    | 0:2      | Stockport County   | 3.620     |
| Stevenage Borough  | 2:2      | Northampton Town   | 3.937     |
| Port Vale          | 1:1      | Bristol Rovers     | 4.483     |
| Boston United      | 1:2      | FC Walsall         | 3.995     |
| Rushden & Diamonds | 0:1      | Leyton Orient      | 3.245     |
| Nuneaton Borough   | 2:2      | FC Histon          | 3.366     |
| Oldham Athletic    | 1:1      | FC Brentford       | 4.365     |
| Southend United    | 1:2      | Milton Keynes Dons | 5.267     |
| Worcester City     | 0:1      | Huddersfield Town  | 4.163     |
| Torquay United     | 2:1      | Notts County       | 2.407     |
| FC Barnsley        | 1:1      | Bradford City      | 7.051     |
| Chester City       | 3:0      | Nottingham Forest  | 4.732     |

Wiederholungsspiel
|                    | Ergebnis |                   | Zuschauer |
| ------------------ | -------- | ----------------- | --------- |
| Northwich Victoria | 2:1      | FC Woking         | 2.302     |
| Oxford United      | 1:2      | Cheltenham Town   | 3.455     |
| Northampton Town   | 2:0      | Stevenage Borough | 4.407     |
| Bristol Rovers     | 0:1      | Port Vale         | 5.623     |
| FC Histon          | 1:2      | Nuneaton Borough  | 3.077     |
| FC Brentford       | 1:0      | Oldham Athletic   | 3.146     |
| Bradford City      | 3:5      | FC Barnsley       | 4.738     |

### Dritte Hauptrunde
In dieser Runde treten die Mannschaften der FA Premier League (20 Teams) und die Mannschaften des Football League Championship (24 Teams) in den Wettbewerb ein.
Die Spiele wurden am 7. und 8. Januar 2006 absolviert. Die Wiederholungsspiele wurden für den 17. und 18. Januar angesetzt.
|                         | Ergebnis |                     | Zuschauer |
| ----------------------- | -------- | ------------------- | --------- |
| West Bromwich Albion    | 1:1      | FC Reading          | 19.197    |
| FC Fulham               | 1:2      | Leyton Orient       | 13.394    |
| Brighton & Hove Albion  | 0:1      | Coventry City       | 6.734     |
| Wolverhampton Wanderers | 1:0      | Plymouth Argyle     | 11.041    |
| Port Vale               | 2:1      | Doncaster Rovers    | 4.923     |
| Sheffield Wednesday     | 2:4      | Charlton Athletic   | 14.851    |
| Torquay United          | 0:0      | Birmingham City     | 5.974     |
| Manchester City         | 3:1      | Scunthorpe United   | 27.779    |
| Newcastle United        | 1:0      | Mansfield Town      | 41.459    |
| Luton Town              | 3:5      | FC Liverpool        | 10.170    |
| Preston North End       | 2:1      | Crewe Alexandra     | 8.380     |
| Stoke City              | 0:0      | FC Tamworth         | 9.366     |
| Derby County            | 2:1      | FC Burnley          | 12.713    |
| FC Southampton          | 4:3      | Milton Keynes Dons  | 15.908    |
| Blackburn Rovers        | 3:0      | Queens Park Rangers | 12.705    |
| FC Arsenal              | 2:1      | Cardiff City        | 36.552    |
| Stockport County        | 2:3      | FC Brentford        | 4.078     |
| Norwich City            | 1:2      | West Ham United     | 23.968    |
| Ipswich Town            | 0:1      | FC Portsmouth       | 15.593    |
| Wigan Athletic          | 1:1      | Leeds United        | 10.980    |
| AFC Sunderland          | 3:0      | Northwich Victoria  | 19.329    |
| FC Chelsea              | 2:1      | Huddersfield Town   | 41.650    |
| Cheltenham Town         | 2:2      | Chester City        | 4.741     |
| Leicester City          | 3:2      | Tottenham Hotspur   | 19.844    |
| FC Watford              | 0:3      | Bolton Wanderers    | 13.239    |
| Sheffield United        | 1:2      | Colchester United   | 11.820    |
| Nuneaton Borough        | 1:1      | FC Middlesbrough    | 6.000     |
| Hull City               | 0:1      | Aston Villa         | 17.051    |
| FC Barnsley             | 1:1      | FC Walsall          | 6.884     |
| Burton Albion           | 0:0      | Manchester United   | 6.191     |
| Crystal Palace          | 4:1      | Northampton Town    | 10.391    |
| FC Millwall             | 1:1      | FC Everton          | 16.440    |

Wiederholungsspiel
|                   | Ergebnis                    |                      | Zuschauer |
| ----------------- | --------------------------- | -------------------- | --------- |
| FC Reading        | 3:2 n. V.                   | West Bromwich Albion | 16.737    |
| Birmingham City   | 2:0                         | Torquay United       | 24.650    |
| FC Tamworth       | 1:1 n. V. (4:5 i. E.)       | Stoke City           | 3.812     |
| Leeds United      | 3:3 n. V. (2:2) (2:4 i. E.) | Wigan Athletic       | 15.243    |
| Chester City      | 0:1                         | Cheltenham Town      | 5.096     |
| FC Middlesbrough  | 5:2                         | Nuneaton Borough     | 26.255    |
| FC Walsall        | 2:0                         | FC Barnsley          | 4.074     |
| Manchester United | 5:0                         | Burton Albion        | 53.564    |
| FC Everton        | 1:0                         | FC Millwall          | 25.800    |

### Vierte Hauptrunde
Die Spiele fanden am 28. und 29. Januar 2006 statt. Die Wiederholungsspiele folgten am 7. und 8. Februar des Jahres.
|                         | Ergebnis |                   | Zuschauer |
| ----------------------- | -------- | ----------------- | --------- |
| Stoke City              | 2:1      | FC Walsall        | 8.834     |
| Cheltenham Town         | 0:2      | Newcastle United  | 7.022     |
| Coventry City           | 1:1      | FC Middlesbrough  | 28.120    |
| FC Reading              | 1:1      | Birmingham City   | 23.762    |
| FC Portsmouth           | 1:2      | FC Liverpool      | 17.247    |
| Leicester City          | 0:1      | FC Southampton    | 20.427    |
| Bolton Wanderers        | 1:0      | FC Arsenal        | 13.326    |
| Aston Villa             | 3:1      | Port Vale         | 30.434    |
| FC Brentford            | 2:1      | AFC Sunderland    | 11.698    |
| Manchester City         | 1:0      | Wigan Athletic    | 30.811    |
| FC Everton              | 1:1      | FC Chelsea        | 29.742    |
| Preston North End       | 1:1      | Crystal Palace    | 9.489     |
| West Ham United         | 4:2      | Blackburn Rovers  | 23.700    |
| Colchester United       | 3:1      | Derby County      | 5.933     |
| Charlton Athletic       | 2:1      | Leyton Orient     | 22.029    |
| Wolverhampton Wanderers | 0:3      | Manchester United | 28.333    |

Wiederholungsspiel
|                  | Ergebnis |                   | Zuschauer |
| ---------------- | -------- | ----------------- | --------- |
| FC Middlesbrough | 1:0      | Coventry City     | 14.131    |
| Birmingham City  | 2:1      | FC Reading        | 16.644    |
| FC Chelsea       | 4:1      | FC Everton        | 39.301    |
| Crystal Palace   | 1:2      | Preston North End | 7.356     |

### Fünfte Hauptrunde
Die Spiele wurden vom 18. und 19. Februar 2006 absolviert. Die Wiederholungsspiele wurden am 14. und 15. März ausgetragen.
|                   | Ergebnis |                   | Zuschauer |
| ----------------- | -------- | ----------------- | --------- |
| Preston North End | 0:2      | FC Middlesbrough  | 19.877    |
| Newcastle United  | 1:0      | FC Southampton    | 40.975    |
| Aston Villa       | 1:1      | Manchester City   | 23.847    |
| FC Chelsea        | 3:1      | Colchester United | 41.810    |
| Charlton Athletic | 3:1      | FC Brentford      | 22.098    |
| FC Liverpool      | 1:0      | Manchester United | 29.976    |
| Bolton Wanderers  | 0:0      | West Ham United   | 17.120    |
| Stoke City        | 0:1      | Birmingham City   | 18.768    |

Wiederholungsspiel
|                 | Ergebnis |                  | Zuschauer |
| --------------- | -------- | ---------------- | --------- |
| Manchester City | 2:1      | Aston Villa      | 33.006    |
| West Ham United | 2:1      | Bolton Wanderers | 24.685    |

## Sechste Hauptrunde
Die Spiele fanden vom 20. bis 23. März 2006 statt. Das Wiederholungsspiel folgte am 12. April 2006.
|                   | Ergebnis |                  | Zuschauer |
| ----------------- | -------- | ---------------- | --------- |
| Charlton Athletic | 0:0      | FC Middlesbrough | 24.187    |
| Manchester City   | 1:2      | West Ham United  | 39.357    |
| FC Chelsea        | 1:0      | Newcastle United | 42.279    |
| Birmingham City   | 0:7      | FC Liverpool     | 27.378    |

Wiederholungsspiel
|                  | Ergebnis |                   | Zuschauer |
| ---------------- | -------- | ----------------- | --------- |
| FC Middlesbrough | 4:2      | Charlton Athletic | 30.248    |

## Halbfinale
Die Spiele wurden am 22. sowie 23. April 2006 ausgetragen. Die Begegnung Chelsea gegen Liverpool fand im Old Trafford in Manchester statt. Die Mannschaften von Middlesbrough und West Ham trafen im Villa Park in Birmingham aufeinander.
|                  | Ergebnis |                 | Zuschauer |
| ---------------- | -------- | --------------- | --------- |
| FC Chelsea       | 1:2      | FC Liverpool    | 64.575    |
| FC Middlesbrough | 0:1      | West Ham United | 39.148    |

## Finale
| FC Liverpool                                                              | FC Liverpool | West Ham United | West Ham United | Aufstellung                                    |
| ------------------------------------------------------------------------- | --- | --- | --------------- | ---------------------------------------------- |
| FC Liverpool                                                              | \| Samstag, 13. Mai 2006 um 15:00 Uhr (WESZ) in Cardiff (Millennium Stadium) \| \| Ergebnis: 3:3 n. V. (3:3, 1:2), 3:1 i. E. \| \| Zuschauer: 71.140 \| \| Schiedsrichter: Alan Wiley \| \| Spielbericht \|                                                                  | \| Samstag, 13. Mai 2006 um 15:00 Uhr (WESZ) in Cardiff (Millennium Stadium) \| \| Ergebnis: 3:3 n. V. (3:3, 1:2), 3:1 i. E. \| \| Zuschauer: 71.140 \| \| Schiedsrichter: Alan Wiley \| \| Spielbericht \|                                                                    | West Ham United | Aufstellung FC Liverpool gegen West Ham United |
| FC Liverpool                                                              | Pepe Reina – Steve Finnan, Jamie Carragher, Sami Hyypiä, John Arne Riise – Steven Gerrard , Xabi Alonso (67. Jan Kromkamp), Mohamed Sissoko, Harry Kewell (48. Fernando Morientes) – Djibril Cissé, Peter Crouch (71. Dietmar Hamann) Cheftrainer: Rafael Benítez ( Spanien) | Shaka Hislop – Lionel Scaloni, Anton Ferdinand, Danny Gabbidon, Paul Konchesky – Yossi Benayoun, Carl Fletcher (77. Christian Dailly), Nigel Reo-Coker , Matthew Etherington (85. Teddy Sheringham) – Dean Ashton (71. Bobby Zamora), Marlon Harewood Cheftrainer: Alan Pardew | West Ham United | Aufstellung FC Liverpool gegen West Ham United |
| FC Liverpool                                                              | 1:2 Djibril Cissé (32.) 2:2 Steven Gerrard (54.) 3:3 Steven Gerrard (90.+1') | 0:1 Jamie Carragher (21., Eigentor) 0:2 Dean Ashton (28.) 2:3 Paul Konchesky (63.) | West Ham United | Aufstellung FC Liverpool gegen West Ham United |
| FC Liverpool                                                              | Elfmeterschießen | | West Ham United | Aufstellung FC Liverpool gegen West Ham United |
| FC Liverpool                                                              | 1:0 Dietmar Hamann Sami Hyypiä 2:1 Steven Gerrard 3:1 John Arne Riise | Bobby Zamora 1:1 Teddy Sheringham Paul Konchesky Anton Ferdinand | West Ham United | Aufstellung FC Liverpool gegen West Ham United |
| FC Liverpool                                                              | Jamie Carragher (62.), Dietmar Hamann (118.) | Dean Ashton (59.) | West Ham United | Aufstellung FC Liverpool gegen West Ham United |
| Samstag, 13. Mai 2006 um 15:00 Uhr (WESZ) in Cardiff (Millennium Stadium) | | |                 |                                                |
| Ergebnis: 3:3 n. V. (3:3, 1:2), 3:1 i. E.                                 | | |                 |                                                |
| Zuschauer: 71.140                                                         | | |                 |                                                |
| Schiedsrichter: Alan Wiley                                                | | |                 |                                                |
| Spielbericht                                                              | | |                 |                                                |